# Слика стрељачке дружине
Слика стрељачке дружине је тип групног портрета омиљен и широко распрострањен у Холандији у 16. и 17. веку. Та врста слике приказује чланове гилде стрелаца. Гилде стрелаца у Холандији су осниване као цивилна одбрана и имале су задатак да у време рата бране град. Већ у првој половини 17. века ова удружења су у великој мери изгубила свој војни значај и специјализовала су се више за друштвене примедбе. Тип слике стрељачке дружине појавио се око 1530. године. Ова ликовна врста достигла је свој врхунац у 17. веку са Ф. Халсом и В. ван дер Хелстом, али је убрзо после средине века нагло изгубила на популарности. Најранији прикази представљају пуко низање портрета чланова а касније се они повезују неком фиктивном радњом. Рембрантова Ноћна стража (1642) показује једну гилду приликом кретања на марш. Франс Халс је приказивао стрелце углавном при неком свечаном обреду. 